# Должанка (приток Друти)
Должанка (бел. Даўжанка) — река в Белыничском и Кличевском районах Могилёвской области Белоруссии, правый приток Друти (бассейн Днепра). Длина реки — 37 км, площадь водосборного бассейна — 272 км². Среднегодовой расход воды в устье 1,3 м³/с. Средний наклон водной поверхности 1 м/км. Правый приток — Рудка.
Начинается за 1,5 км на восток от д. Стодолище Белыничского района, устье на северо-восточной окраине д. Должанка Кличевского района. Течёт по юго-восточной окраине Центральноберезинской равнины. Долина невыраженная, в нижнем течении трапециевидная, мелковрезанная, шириной 1 км. К д. Долгое Кличевского района склоны поросли смешанным заболоченным лесом, ниже открытые. Пойма двусторонняя, луговая, в верхней части заболочена. Русло в истоке на протяжении 5 км канализовано, ниже извилистое. В водосборе преобладает лес.